# Brsnik
Brsnik – wieś w Słowenii, w gminie Kostel. W 2018 roku liczyła 3 mieszkańców.